# Protoribates natalensis
Protoribates natalensis är en kvalsterart som först beskrevs av Pletzen 1963.  Protoribates natalensis ingår i släktet Protoribates och familjen Protoribatidae. Inga underarter finns listade i Catalogue of Life.